# Patricia Gaztañaga
Patricia Jesusa Gaztañaga Artolozaga, más conocida como Patricia Gaztañaga (Bilbao, Vizcaya, España, 25 de diciembre de 1966), es una presentadora de televisión española.

## Biografía
Pasó su infancia y juventud en Algorta. Su labor profesional empezó en Los 40 Principales a la edad de 17 años y dos años después prosiguió en Radio Euskadi, para finalmente acabar fichando por la televisión pública vasca ETB, donde inició su carrera televisiva participando en el programa de música juvenil, Semáforo pop.
Tras colaborar en varios programas de ETB, encontró la popularidad a nivel regional con programas como Toma y daca entre 1995 y 1997 con José Gordejuela y Al cabo de la calle con José Ignacio Rejón en 1997 –ambos emitidos en la noche de los viernes, entre las 22h00 y la 1h30 en ETB2– y Que pasa pues –también en ETB2–, posteriormente trabajó detrás de las cámaras y por último presentó Ésta es mi gente en ETB2 entre 1999 y 2001. El programa emitido en las tardes de lunes a viernes, trataba sobre diversos invitados que aportaban sus testimonios vitales y que acabó convirtiéndose en un éxito de audiencia durante sus tres temporadas de emisión en el País Vasco, hasta tal punto que sus derechos fueron adquiridos por otras televisiones autonómicas como Telemadrid o Canal Nou para hacer sus propias versiones del mismo. En el año 2000 y compaginándolo con Ésta es mi gente, presentó Números rojos también para ETB2.
Tras su paso por ETB2, Antena 3 la fichó en 2001 para presentar un programa del mismo formato llamado El diario de Patricia que se convirtió en un programa habitual de las tardes de la televisión en España. Paralelamente, entre el 17 de julio de 2003 y el 5 de septiembre de 2003 presenta un magacín titulado Menta y chocolate, donde se trataban temas de crónica social y había concursos y consejos.
En 2005 hace un cameo en la exitosa serie Aquí no hay quien viva haciendo de ella misma presentando El diario de Patricia, en el último episodio de la cuarta temporada de la serie, el episodio número 77 de la serie.
El 24 de noviembre de 2006 abandonó El diario de Patricia por baja maternal, siendo sustituida al frente del programa por Yolanda Vázquez, su suplente en el programa entre los veranos de 2003 y 2005.
El 26 de febrero de 2007 regresó a El diario de Patricia, pero esta vez de lunes a jueves, el programa de los viernes pasó a manos de Yolanda Vázquez (El diario del viernes, con Yolanda) y posteriormente Juan y Medio (Diario y medio).
En 2008, el programa cumplió 1.500 ediciones como líder absoluto en su franja horaria. En abril del mismo año, hace firme a la cadena su decisión de abandonar el programa que tanto éxito le ha dado. Por consiguiente, el 9 de julio de ese mismo año, se despedía de sus espectadores tras siete años y 1.762 programas, con un programa especial. Juan y Medio que hasta ese momento se encargaba de presentar el programa de los viernes, desde ese momento lo haría a diario, aunque posteriormente su suplente definitiva sería Sandra Daviú.
En septiembre de 2008 empezó a presentar No es programa para viejos en Antena 3. Los discretos resultados del mismo con una cuota media de 11,1% en las seis entregas que se realizaron del mismo, llevaron a la cadena a cancelar la emisión del mismo sin llegar siquiera a emitir los dos últimos programas que inicialmente se habían pactado.
En 2010 trabaja en Cuatro, siendo su primer proyecto Bodas cruzadas, un programa emitido entre el 24 de abril y el 25 de abril de ese mismo año. El programa narraba la historia de diferentes parejas, desde el primer al último detalle que preparaban para su enlace y a cambio el espacio podía grabarles. Todas las parejas se casaban a la vez y el programa les costeaba la boda.
El 14 de septiembre de 2010 volvió a Antena 3 para presentar el El marco, que fue cancelado diez días después de su estreno.
En 2012 regreso a ETB, 11 años después. Su primer encargo fue el concurso Voy a mil en ETB2, que fue cancelado al poco de su estreno. Después, en 2013, comienza a presentar el programa Ongi etorri en ETB2, donde muestra casas con encanto dentro de la geografía vasca. Y entre 2013 y 2014 presentó ¿Y ahora qué? en ETB2, programa en el cual las personas contaban malos momentos acaecidos en su vida.
El 25 de enero de 2015 regresó por un día a Antena 3, pero esta vez como invitada de la gala 25 años emocionando presentada por Matías Prats y Paula Echevarría.
Entre abril y noviembre de 2015, presentó el programa de actualidad matinal, Como en casa en ningún sitio en ETB2.
El 8 de febrero de 2016 estrena el programa Cuestión de tiempo en La 1, regresando así a una televisión nacional seis años después con este nuevo formato para las tardes que recuperaba el género de los testimonios, sin embargo, el 19 de febrero de 2016, se confirmó que el programa se cancelaba tras nueve únicas emisiones debido a su baja acogida.
Desde hace 9 años está alejada de los medios y está volcada en su empresa de publicidad, que montó con su marido Iñaki Solaun. También está muy concienciada con el maltrato animal, algo que ha querido trasladar a todos sus seguidores y apoyar firmemente, sumándose a la campaña Adopta un setter, perros a los que maltratan o abandonan en Bilbao y compartiendo un vídeo en el que aparece con una perrita en brazos, llamada Nikole y cuenta la terrible experiencia por la que ha pasado el animal. Ella es la cara visible de una situación que afecta a muchos perros de la localidad y busca conseguir la adopción de estos animales que han sido abandonados y que tan solo quieren un hogar en el que seguir viviendo y en el que les den cariño.